# Japonia na Zimowych Igrzyskach Olimpijskich 2014
Japonia na Zimowych Igrzyskach Olimpijskich 2014 – kadra sportowców reprezentujących Japonię na igrzyskach w 2014 roku w Soczi. Kadra liczyła 136 sportowców. Zdobyli oni 8 medali: 1 złoty, 4 srebrne i 3 brązowe, zajmując 17. miejsce w klasyfikacji medalowej.

## Medale
| Medal  | Zawodnik                                             | Sport                | Wydarzenie                      | Data      |
| ------ | ---------------------------------------------------- | -------------------- | ------------------------------- | --------- |
| złoto  | Yuzuru Hanyū                                         | łyżwiarstwo figurowe | Soliści                         | 14 lutego |
| srebro | Ayumu Hirano                                         | snowboarding         | Halfpipe mężczyzn               | 11 lutego |
| srebro | Akito Watabe                                         | kombinacja norweska  | Skocznia normalna/10 km         | 12 lutego |
| srebro | Noriaki Kasai                                        | skoki narciarskie    | Skocznia duża mężczyzn          | 15 lutego |
| srebro | Tomoka Takeuchi                                      | snowboarding         | Slalom gigant równoległy kobiet | 19 lutego |
| brąz   | Taku Hiraoka                                         | snowboarding         | Halfpipe mężczyzn               | 11 lutego |
| brąz   | Reruhi Shimizu Taku Takeuchi Daiki Itō Noriaki Kasai | skoki narciarskie    | Konkurs drużynowy mężczyzn      | 17 lutego |
| brąz   | Ayana Onozuka                                        | narciarstwo dowolne  | Halfpipe kobiet                 | 20 lutego |

## Skład reprezentacji

### Biathlon

#### Mężczyźni
- Hidenori Isa

| Konkurencja       | Zawodnik     | Czas    | Strzelanie | Miejsce |
| ----------------- | ------------ | ------- | ---------- | ------- |
| Sprint            | Hidenori Isa | 27:15,2 | 1+2        | 71.     |
| Bieg pościgowy    | Hidenori Isa | -       | -          | -       |
| Bieg indywidualny | Hidenori Isa | 58:56,1 | 2+1+1+2    | 84.     |
| Bieg masowy       | Hidenori Isa | -       | -          | -       |
| Sztafeta          | Hidenori Isa | -       | -          | -       |

#### Kobiety
- Miki Kobayashi
- Yuki Nakajima
- Fuyuko Suzuki
- Rina Suzuki

| Konkurencja       | Zawodnik       | Czas    | Miejsce |
| ----------------- | -------------- | ------- | ------- |
| Sprint            | Miki Kobayashi | 25:52,3 | 81.     |
| Sprint            | Yuki Nakajima  | 24:12,9 | 68.     |
| Sprint            | Fuyuko Suzuki  | 22:47,4 | 39.     |
| Sprint            | Rina Suzuki    | 25:40,6 | 80.     |
| Bieg pościgowy    | Miki Kobayashi | -       | -       |
| Bieg pościgowy    | Yuki Nakajima  | -       | -       |
| Bieg pościgowy    | Fuyuko Suzuki  | 32:49,0 | 32.     |
| Bieg pościgowy    | Rina Suzuki    | -       | -       |
| Bieg indywidualny | Miki Kobayashi | 54:01,0 | 68.     |
| Bieg indywidualny | Yuki Nakajima  | 56:00,2 | 75.     |
| Bieg indywidualny | Fuyuko Suzuki  | 50:27,4 | 52.     |
| Bieg indywidualny | Rina Suzuki    | DNF     | DNF     |
| Bieg masowy       | Miki Kobayashi | -       | -       |
| Bieg masowy       | Yuki Nakajima  | -       | -       |
| Bieg masowy       | Fuyuko Suzuki  | -       | -       |
| Bieg masowy       | Rina Suzuki    | -       | -       |
| Sztafeta          | Miki Kobayashi | LAP     | 13.     |
| Sztafeta          | Yuki Nakajima  | LAP     | 13.     |
| Sztafeta          | Fuyuko Suzuki  | LAP     | 13.     |
| Sztafeta          | Rina Suzuki    | LAP     | 13.     |

### Biegi narciarskie

#### Mężczyźni
- Akira Lenting
- Hiroyuki Miyazawa
- Nobu Naruse
- Yūichi Onda
- Keishin Yoshida

| Konkurencja                        | Zawodnik                                                    | Kwalifikacje | Kwalifikacje | Ćwierćfinały | Ćwierćfinały | Półfinały | Półfinały | Finały | Finały  |
| Konkurencja                        | Zawodnik                                                    | Czas         | Miejsce      | Czas         | Miejsce      | Czas      | Miejsce   | Czas   | Miejsce |
| ---------------------------------- | ----------------------------------------------------------- | ------------ | ------------ | ------------ | ------------ | --------- | --------- | ------ | ------- |
| Sztafeta                           | Akira Lenting Hiroyuki Miyazawa Nobu Naruse Keishin Yoshida | —            | —            | —            | —            | —         | —         | LAP    | LAP     |
| Sprint stylem dowolnym             | Yuichi Onda                                                 | 3:40.98      | 45.          | NQ           | NQ           | NQ        | NQ        | NQ     | NQ      |
| Sprint drużynowy stylem klasycznym | Hiroyuki Miyazawa Yuichi Onda                               | —            | —            | —            | —            | 23:49.91  | 7.        | NQ     | NQ      |

#### Kobiety
- Masako Ishida

| Konkurencja                         | Zawodniczka   | Finały    | Finały  |
| Konkurencja                         | Zawodniczka   | Czas      | Miejsce |
| ----------------------------------- | ------------- | --------- | ------- |
| Bieg łączony                        | Masako Ishida | 40:08.3   | 10.     |
| Bieg indywidualny stylem klasycznym | Masako Ishida | 29:55.7   | 15.     |
| Bieg masowy stylem dowolnym         | Masako Ishida | 1:14:09.0 | 23.     |

### Bobsleje

#### Mężczyźni
- Toshiki Kuroiwa
- Hisashi Miyazaki
- Shintarō Satō
- Hiroshi Suzuki

| Konkurencja      | Zawodnicy                                                     | 1. przejazd | 1. przejazd | 2. przejazd | 2. przejazd | 3. przejazd | 3. przejazd | 4. przejazd | 4. przejazd | Suma    | Suma    |
| Konkurencja      | Zawodnicy                                                     | Czas        | Miejsce     | Czas        | Miejsce     | Czas        | Miejsce     | Czas        | Miejsce     | Czas    | Miejsce |
| ---------------- | ------------------------------------------------------------- | ----------- | ----------- | ----------- | ----------- | ----------- | ----------- | ----------- | ----------- | ------- | ------- |
| Dwójki mężczyzn  | Hisashi Miyazaki Hiroshi Suzuki                               | 57.91       | 27.         | 58.21       | 28.         | 58.02       | 28.         | NQ          | NQ          | 2:54.14 | 28.     |
| Czwórki mężczyzn | Toshiki Kuroiwa Hisashi Miyazaki Shintarō Satō Hiroshi Suzuki | 56.41       | 26.         | 56.42       | 26.         | 56.63       | 28.         | NQ          | NQ          | 2:49.46 | 26.     |

### Curling

#### Kobiety
- Ayumi Ogasawara (skip)
- Yumie Funayama
- Kaho Onodera
- Michiko Tomabechi
- Chinami Yoshida (rezerwowa)

| 2                | 3     | 4     | 6                 | 7               | 8      | 10         | 11  | 12      |   |   |    |
| Korea Południowa | Dania | Rosja | Stany Zjednoczone | Wielka Brytania | Kanada | Szwajcaria |     | Szwecja |   |   |    |
| 7:12             | 8:3   | 8:4   | 6:8               | 3:12            | 6:8    | 9:7        | 8:5 | 4:8     | 4 | 5 | 5. |

### Hokej na lodzie

#### Kobiety
- Azusa Nakaoku (Toyota Cygnus)
- Akane Konishi (Kushiro Bears)
- Nana Fujimoto (Vortex Sapporo)
- Shiori Koike (Mitsuboshi Daito Peregrine)
- Yōkō Kōndō (Seibu Princess Rabbits)
- Ayaka Toko (Daishin)
- Kanae Aoki (Mitsuboshi Daito Peregrine)
- Sena Suzuki (Seibu Princess Rabbits)
- Mika Hori (Toyota Cygnus)
- Aina Takeuchi (Daishin)
- Tomoe Yamane (Daishin)
- Haruna Yoneyama (Mitsuboshi Daito Peregrine)
- Yurie Adachi (Seibu Princess Rabbits)
- Chiho Ōsawa (Mitsuboshi Daito Peregrine)
- Moeko Fujimoto (Mitsuboshi Daito Peregrine)
- Rui Ukita (Daishin)
- Yuka Hirano (Mitsuboshi Daito Peregrine)
- Tomoko Sakagami (Mitsuboshi Daito Peregrine)
- Miho Shishiuchi (Kushiro Bears)
- Hanae Kubo (Seibu Princess Rabbits)
- Ami Nakamura (Seibu Princess Rabbits)

| Japonia | Grupa B | Grupa B | Grupa B | O miejsca 5-8. | O miejsce 7. | Miejsce |
| ------- | ------- | ------- | ------- | -------------- | ------------ | ------- |
| Japonia | Szwecja | Rosja   | Niemcy  | Rosja          | Niemcy       | Miejsce |
| Japonia | 0:1     | 1:2     | 0:4     | 3:6            | 2:3          | 8.      |

### Łyżwiarstwo figurowe

#### Mężczyźni
- Yuzuru Hanyū
- Ryuichi Kihara
- Tatsuki Machida
- Chris Reed
- Daisuke Takahashi

#### Kobiety
- Mao Asada
- Kanako Murakami
- Cathy Reed
- Akiko Suzuki
- Narumi Takahashi

| Konkurencja   | Zawodnicy                       | PK/TOr | PK/TOr  | PD/TD  | PD/TD   | Suma   | Suma    |
| Konkurencja   | Zawodnicy                       | Punkty | Miejsce | Punkty | Miejsce | Punkty | Miejsce |
| ------------- | ------------------------------- | ------ | ------- | ------ | ------- | ------ | ------- |
| Soliści       | Yuzuru Hanyū                    | 101.45 | 1.      | 178.64 | 1.      | 280.09 | złoto   |
| Soliści       | Tatsuki Machida                 | 83.48  | 11.     | 169.94 | 4.      | 253.42 | 5.      |
| Soliści       | Daisuke Takahashi               | 86.40  | 4.      | 164.27 | 6.      | 250.67 | 6.      |
| Solistki      | Mao Asada                       | 55.51  | 16.     | 142.71 | 3.      | 198.22 | 6.      |
| Solistki      | Kanako Murakami                 | 55.60  | 15.     | 115.38 | 12.     | 170.98 | 12.     |
| Solistki      | Akiko Suzuki                    | 60.97  | 8.      | 125.35 | 8.      | 186.32 | 8.      |
| Pary sportowe | Narumi Takahashi Ryuichi Kihara | 48.45  | 18.     | NQ     | NQ      | NQ     | NQ      |
| Pary taneczne | Cathy Reed Chris Reed           | 52.29  | 21.     | NQ     | NQ      | NQ     | NQ      |

Drużynowo
| Konkurencja      | Zawodnik | Soliści        | Soliści        | Solistki      | Solistki       | Pary sportowe | Pary sportowe | Pary taneczne | Pary taneczne | Wynik  | Wynik   |
| Konkurencja      | Zawodnik | SP             | FS             | SP            | FS             | SP            | FS            | SD            | FD            | Punkty | Miejsce |
| ---------------- | --- | -------------- | -------------- | ------------- | -------------- | ------------- | ------------- | ------------- | ------------- | ------ | ------- |
| Zawody drużynowe | Yuzuru Hanyū (M) Tatsuki Machida (M) Mao Asada (K) Akiko Suzuki (K) Narumi Takahashi / Ryuichi Kihara (PS) Cathy Reed / Chris Reed (PT) | 97.98 (10 pkt) | 165.85 (8 pkt) | 64.07 (8 pkt) | 112.33 (7 pkt) | 46.56 (3 pkt) | 86.33 (6 pkt) | 52.00 (3 pkt) | 76.34 (6 pkt) | 51     | 5.      |

### Łyżwiarstwo szybkie

#### Mężczyźni
- Yūji Kamijō
- Jōji Katō
- Tarō Kondō
- Kei'ichirō Nagashima
- Yūya Oikawa
- Shane Williamson
- Daichi Yamanaka

| Zawodnik             | Konkurencja | Wyścig 1. | Wyścig 1. | Wyścig 2. | Wyścig 2. | Finał   | Finał   |
| Zawodnik             | Konkurencja | Czas      | Miejsce   | Czas      | Miejsce   | Czas    | Miejsce |
| -------------------- | ----------- | --------- | --------- | --------- | --------- | ------- | ------- |
| Yūji Kamijō          | 500 m       | 35.37     | 21.       | 35.48     | 24.       | 70.85   | 20.     |
| Jōji Katō            | 500 m       | 34.96     | 5.        | 34.77     | 4.        | 69.74   | 5.      |
| Tarō Kondō           | 1000 m      | —         | —         | —         | —         | 1:11.44 | 35.     |
| Tarō Kondō           | 1500 m      | —         | —         | —         | —         | 1:49.31 | 29.     |
| Kei'ichirō Nagashima | 500 m       | 34.79     | 3.        | 35.25     | 16.       | 70.04   | 6.      |
| Yūya Oikawa          | 500 m       | 35.24     | 17.       | 35.22     | 14.       | 70.46   | 15.     |
| Shane Williamson     | 5000 m      | —         | —         | —         | —         | 6:42.88 | 26.     |
| Daichi Yamanaka      | 1000 m      | —         | —         | —         | —         | 1:11.93 | 36.     |

#### Kobiety
- Shōko Fujimura
- Masako Hozumi
- Shiho Ishizawa
- Ayaka Kikuchi
- Nao Kodaira
- Misaki Oshigiri
- Miyako Sumiyoshi
- Maki Tabata
- Nana Takagi
- Maki Tsuji

| Konkurencja      | Zawodniczka | Wyścig 1. | Wyścig 1. | Wyścig 2. | Wyścig 2. | Finał   | Finał   |
| Konkurencja      | Zawodniczka | Czas      | Miejsce   | Czas      | Miejsce   | Czas    | Miejsce |
| ---------------- | ----------- | --------- | --------- | --------- | --------- | ------- | ------- |
| Shōko Fujimura   | 3000 m      | —         | —         | —         | —         | 4:12.71 | 15.     |
| Shōko Fujimura   | 5000 m      | —         | —         | —         | —         | 7:09.65 | 10.     |
| Masako Hozumi    | 3000 m      | —         | —         | —         | —         | 4:15.52 | 21.     |
| Masako Hozumi    | 5000 m      | —         | —         | —         | —         | 7:12.42 | 13.     |
| Shiho Ishizawa   | 3000 m      | —         | —         | —         | —         | 4:09.39 | 9.      |
| Shiho Ishizawa   | 5000 m      | —         | —         | —         | —         | 7:11.54 | 12.     |
| Ayaka Kikuchi    | 1500 m      | —         | —         | —         | —         | 2:01.29 | 21.     |
| Nao Kodaira      | 500 m       | 37.88     | 7.        | 37.72     | 4.        | 75.61   | 5.      |
| Nao Kodaira      | 1000 m      | —         | —         | —         | —         | 1:16.45 | 13.     |
| Misaki Oshigiri  | 1500 m      | —         | —         | —         | —         | 2:00.03 | 22.     |
| Miyako Sumiyoshi | 500 m       | 38.644    | 13.       | 38.62     | 13.       | 77.264  | 14.     |
| Miyako Sumiyoshi | 1000 m      | —         | —         | —         | —         | 1:17.68 | 22.     |
| Maki Tabata      | 1500 m      | —         | —         | —         | —         | 2:00.64 | 25.     |
| Nana Takagi      | 1500 m      | —         | —         | —         | —         | 2:02.16 | 32.     |
| Maki Tsuji       | 500 m       | 38.40     | 10.       | 38.44     | 11.       | 76.84   | 9.      |
| Maki Tsuji       | 1000 m      | —         | —         | —         | —         | 1:18.07 | 27.     |

| Zawodniczki                                           | Konkurencja    | Ćwierćfinał                | Półfinał           | Finał                        | Finał   |
| Zawodniczki                                           | Konkurencja    | Przeciwniczki Czas         | Przeciwniczki Czas | Przeciwniczki Czas           | Miejsce |
| ----------------------------------------------------- | -------------- | -------------------------- | ------------------ | ---------------------------- | ------- |
| Ayaka Kikuchi Misaki Oshigiri Maki Tabata Nana Takagi | Bieg drużynowy | Korea Południowa W 3:03.99 | Holandia P 3:10.19 | O 3. miejsce Rosja P 3:02.57 | 4.      |

### Kombinacja norweska
- Taihei Katō
- Yūsuke Minato
- Hideaki Nagai
- Akito Watabe
- Yoshito Watabe

| Konkurencja             | Zawodnik                                                | Skok   | Skok    | Bieg    | Bieg    | Miejsce |
| Konkurencja             | Zawodnik                                                | Punkty | Miejsce | Czas    | Miejsce | Miejsce |
| ----------------------- | ------------------------------------------------------- | ------ | ------- | ------- | ------- | ------- |
| Skocznia normalna/10 km | Taihei Katō                                             | 124.1  | 4.      | 25:45.0 | 39.     | 31.     |
| Skocznia normalna/10 km | Hideaki Nagai                                           | 119.6  | 14.     | 24:42.1 | 30.     | 22.     |
| Skocznia normalna/10 km | Akito Watabe                                            | 130.0  | 2.      | 23:48.4 | 10.     | srebro  |
| Skocznia normalna/10 km | Yoshito Watabe                                          | 124.4  | 10.     | 24:22.3 | 25.     | 15.     |
| Skocznia duża/10 km     | Taihei Katō                                             | 87.6   | 45.     | DNS     | DNS     | DNF     |
| Skocznia duża/10 km     | Hideaki Nagai                                           | 99.3   | =27.    | 23:11.7 | 23.     | 26.     |
| Skocznia duża/10 km     | Akito Watabe                                            | 120.8  | 4.      | 23:06.0 | 19.     | 6.      |
| Skocznia duża/10 km     | Yoshito Watabe                                          | 95.4   | 36.     | 24:00.4 | 33.     | 35.     |
| Drużynowo               | Yūsuke Minato Hideaki Nagai Akito Watabe Yoshito Watabe | 433.3  | 6.      | 47:25.6 | 4.      | 5.      |

### Narciarstwo alpejskie

#### Mężczyźni
- Akira Sasaki
- Naoki Yuasa

| Konkurencja | Zawodnik     | Zjazd 1. | Zjazd 1. | Zjazd 2. | Zjazd 2. | Suma | Miejsce |
| Konkurencja | Zawodnik     | Czas     | Miejsce  | Czas     | Miejsce  | Suma | Miejsce |
| ----------- | ------------ | -------- | -------- | -------- | -------- | ---- | ------- |
| Slalom      | Akira Sasaki | 49.54    | 28.      | DNF      | DNF      | DNF  | DNF     |
| Slalom      | Naoki Yuasa  | 48.74    | 20.      | DNF      | DNF      | DNF  | DNF     |

### Narciarstwo dowolne

#### Mężczyźni
- Shō Endō
- Nobuyuki Nishi
- Kentarō Tsuda

| Konkurencja | Zawodnik      | Kwalifikacje | Kwalifikacje | Finały | Finały  |
| Konkurencja | Zawodnik      | Wynik        | Miejsce      | Wynik  | Miejsce |
| ----------- | ------------- | ------------ | ------------ | ------ | ------- |
| Halfpipe    | Kentarō Tsuda | 53.00, 23.40 | 22.          | NQ     | NQ      |

| Konkurencja      | Zawodnik       | Kwalifikacje | Kwalifikacje | Kwalifikacje | Kwalifikacje | Finały     | Finały     | Finały     | Finały     | Finały     | Finały     |
| Konkurencja      | Zawodnik       | Przejazd 1   | Przejazd 1   | Przejazd 2   | Przejazd 2   | Przejazd 1 | Przejazd 1 | Przejazd 2 | Przejazd 2 | Przejazd 3 | Przejazd 3 |
| Konkurencja      | Zawodnik       | Wynik        | Miejsce      | Wynik        | Miejsce      | Wynik      | Miejsce    | Wynik      | Miejsce    | Wynik      | Miejsce    |
| ---------------- | -------------- | ------------ | ------------ | ------------ | ------------ | ---------- | ---------- | ---------- | ---------- | ---------- | ---------- |
| Jazda po muldach | Shō Endō       | 23.38        | 4.           | —            | —            | 21.73      | 15.        | NQ         | NQ         | NQ         | NQ         |
| Jazda po muldach | Nobuyuki Nishi | 20.67        | 13.          | 20.41        | 8.           | 21.73      | 14.        | NQ         | NQ         | NQ         | NQ         |

#### Kobiety
- Junko Hoshino
- Miki Itō
- Manami Mitsuboshi
- Arisa Murata
- Ayana Onozuka
- Chiho Takao
- Aiko Uemura

| Konkurencja | Zawodniczka       | Kwalifikacje | Kwalifikacje | Finały       | Finały  |
| Konkurencja | Zawodniczka       | Wynik        | Miejsce      | Wynik        | Miejsce |
| ----------- | ----------------- | ------------ | ------------ | ------------ | ------- |
| Halfpipe    | Manami Mitsuboshi | 15.60, 9.20  | 23.          | NQ           | NQ      |
| Halfpipe    | Ayana Onozuka     | 83.80, 59.80 | 4.           | 79.00, 83.20 | brąz    |
| Slopestyle  | Chiho Takao       | 10.00, 8.60  | 22.          | NQ           | NQ      |

| Konkurencja      | Zawodniczka   | Kwalifikacje | Kwalifikacje | Kwalifikacje | Kwalifikacje | Finały     | Finały     | Finały     | Finały     | Finały     | Finały     |
| Konkurencja      | Zawodniczka   | Przejazd 1   | Przejazd 1   | Przejazd 2   | Przejazd 2   | Przejazd 1 | Przejazd 1 | Przejazd 2 | Przejazd 2 | Przejazd 3 | Przejazd 3 |
| Konkurencja      | Zawodniczka   | Wynik        | Miejsce      | Wynik        | Miejsce      | Wynik      | Miejsce    | Wynik      | Miejsce    | Wynik      | Miejsce    |
| ---------------- | ------------- | ------------ | ------------ | ------------ | ------------ | ---------- | ---------- | ---------- | ---------- | ---------- | ---------- |
| Jazda po muldach | Junko Hoshino | 19.72        | 15.          | 9.62         | 15.          | NQ         | NQ         | NQ         | NQ         | NQ         | NQ         |
| Jazda po muldach | Miki Itō      | DNS          | DNS          | DNS          | DNS          | DNS        | DNS        | DNS        | DNS        | DNS        | DNS        |
| Jazda po muldach | Arisa Murata  | 16.69        | 22.          | 19.38        | 5.           | DNS        | DNS        | NQ         | NQ         | NQ         | NQ         |
| Jazda po muldach | Aiko Uemura   | 21.01        | 7.           | —            | —            | 20.43      | 9.         | 21.15      | 6.         | 20.66      | 4.         |

### Saneczkarstwo

#### Mężczyźni
- Hidenari Kanayama

| Konkurencja      | Zawodnik          | 1. przejazd | 1. przejazd | 2. przejazd | 2. przejazd | 3. przejazd | 3. przejazd | 4. przejazd | 4. przejazd | Suma     | Suma    |
| Konkurencja      | Zawodnik          | Czas        | Miejsce     | Czas        | Miejsce     | Czas        | Miejsce     | Czas        | Miejsce     | Czas     | Miejsce |
| ---------------- | ----------------- | ----------- | ----------- | ----------- | ----------- | ----------- | ----------- | ----------- | ----------- | -------- | ------- |
| Jedynki mężczyzn | Hidenari Kanayama | 53.626      | 32.         | 53.663      | 33.         | 53.220      | 31.         | 53.074      | 31.         | 3:33.583 | 30.     |

### Short track

#### Mężczyźni
- Satoshi Sakashita
- Ryōsuke Sakazume
- Yūzō Takamidō

| Zawodnik          | Konkurencja | Bieg     | Bieg    | Ćwierćfinał | Ćwierćfinał | Półfinał | Półfinał | Finał | Finał   |
| Zawodnik          | Konkurencja | Czas     | Miejsce | Czas        | Miejsce     | Czas     | Miejsce  | Czas  | Miejsce |
| ----------------- | ----------- | -------- | ------- | ----------- | ----------- | -------- | -------- | ----- | ------- |
| Satoshi Sakashita | 500 m       | 41.629   | 2. Q    | 59.249      | 3. Q        | 41.661   | 5.       | NQ    | 9.      |
| Satoshi Sakashita | 1500 m      | 2:18.298 | 6.      | —           | —           | NQ       | NQ       | NQ    | 32.     |
| Ryōsuke Sakazume  | 1000 m      | 1:26.468 | 3.      | NQ          | NQ          | NQ       | NQ       | NQ    | 22.     |
| Ryōsuke Sakazume  | 1500 m      | 2:17.985 | 4.      | —           | —           | NQ       | NQ       | NQ    | 24.     |
| Yūzō Takamidō     | 1000 m      | 1:25.905 | 3.      | NQ          | NQ          | NQ       | NQ       | NQ    | 20.     |
| Yūzō Takamidō     | 1500 m      | DSQ      | DSQ     | —           | —           | NQ       | NQ       | NQ    | NQ      |

#### Kobiety
- Ayuki Itō
- Moemi Kikuchi
- Yui Sakai
- Biba Sakurai
- Sayuri Shimizu

| Zawodniczka                                                   | Konkurencja | Bieg     | Bieg    | Ćwierćfinał | Ćwierćfinał | Półfinał | Półfinał | Finał    | Finał   |
| Zawodniczka                                                   | Konkurencja | Czas     | Miejsce | Czas        | Miejsce     | Czas     | Miejsce  | Czas     | Miejsce |
| ------------------------------------------------------------- | ----------- | -------- | ------- | ----------- | ----------- | -------- | -------- | -------- | ------- |
| Ayuko Itō                                                     | 500 m       | 44.174   | 3.      | NQ          | NQ          | NQ       | NQ       | NQ       | 19.     |
| Ayuko Itō                                                     | 1000 m      | 1:33.188 | 3.      | NQ          | NQ          | NQ       | NQ       | NQ       | 22.     |
| Ayuko Itō                                                     | 1500 m      | 2:30.354 | 3. Q    | —           | —           | 2:56.961 | 7.       | NQ       | 18.     |
| Yui Sakai                                                     | 500 m       | 45.051   | 3.      | NQ          | NQ          | NQ       | NQ       | NQ       | 22.     |
| Yui Sakai                                                     | 1000 m      | 1:29.824 | 2. Q    | 1:29.328    | 4.          | NQ       | NQ       | NQ       | 13.     |
| Yui Sakai                                                     | 1500 m      | 2:27.198 | 5.      | —           | —           | NQ       | NQ       | NQ       | 27.     |
| Biba Sakurai                                                  | 500 m       | 44.628   | 4.      | NQ          | NQ          | NQ       | NQ       | NQ       | 27.     |
| Biba Sakurai                                                  | 1500 m      | 2:28.127 | 6.      | —           | —           | NQ       | NQ       | NQ       | 33.     |
| Sayuri Shimizu                                                | 1000 m      | 1:31.879 | 4.      | NQ          | NQ          | NQ       | NQ       | NQ       | 25.     |
| Ayuki Itō Moemi Kikuchi Yui Sakai Biba Sakurai Sayuri Shimizu | Sztafeta    | —        | —       | —           | —           | 4:11.913 | 3. FB    | 4:15.253 | 5.      |

### Skeleton

#### Mężczyźni
- Yuki Sasahara
- Hiroatsu Takahashi

| Konkurencja    | Zawodnik           | 1. przejazd | 1. przejazd | 2. przejazd | 2. przejazd | 3. przejazd | 3. przejazd | 4. przejazd | 4. przejazd | Suma    | Suma    |
| Konkurencja    | Zawodnik           | Czas        | Miejsce     | Czas        | Miejsce     | Czas        | Miejsce     | Czas        | Miejsce     | Czas    | Miejsce |
| -------------- | ------------------ | ----------- | ----------- | ----------- | ----------- | ----------- | ----------- | ----------- | ----------- | ------- | ------- |
| Ślizg mężczyzn | Yuki Sasahara      | 58.22       | 24.         | 58.07       | 21.         | 57.91       | 21.         | NQ          | NQ          | 2:54.20 | 22.     |
| Ślizg mężczyzn | Hiroatsu Takahashi | 57.53       | 14.         | 57.10       | 13.         | 57.13       | 11.         | 56.98       | 12.         | 3:48.74 | 12.     |

#### Kobiety
- Nozomi Komuro

| Konkurencja  | Zawodniczka   | 1. przejazd | 1. przejazd | 2. przejazd | 2. przejazd | 3. przejazd | 3. przejazd | 4. przejazd | 4. przejazd | Suma    | Suma    |
| Konkurencja  | Zawodniczka   | Czas        | Miejsce     | Czas        | Miejsce     | Czas        | Miejsce     | Czas        | Miejsce     | Czas    | Miejsce |
| ------------ | ------------- | ----------- | ----------- | ----------- | ----------- | ----------- | ----------- | ----------- | ----------- | ------- | ------- |
| Ślizg kobiet | Nozomi Komuro | 59.94       | 18.         | 59.82       | 19.         | 59.24       | 19.         | 58.76       | 18.         | 3:57.76 | 19.     |

### Skoki narciarskie

#### Mężczyźni
- Daiki Itō
- Noriaki Kasai
- Reruhi Shimizu
- Taku Takeuchi
- Yūta Watase

| Konkurencja       | Zawodnik                                             | Kwalifikacje | Kwalifikacje | Kwalifikacje | Runda 1.  | Runda 1. | Runda 1. | Runda 2.  | Runda 2. | Runda 2. | Suma   | Suma    |
| Konkurencja       | Zawodnik                                             | Odległość    | Punkty       | Miejsce      | Odległość | Punkty   | Miejsce  | Odległość | Punkty   | Miejsce  | Punkty | Miejsce |
| ----------------- | ---------------------------------------------------- | ------------ | ------------ | ------------ | --------- | -------- | -------- | --------- | -------- | -------- | ------ | ------- |
| Skocznia normalna | Noriaki Kasai                                        | —            | —            | —            | 101.5     | 131.2    | 8. Q     | 100.0     | 124.6    | 11.      | 255.8  | 7.      |
| Skocznia normalna | Reruhi Shimizu                                       | 101.5        | 126.2        | 3. Q         | 99.5      | 122.2    | 25. Q    | 99.5      | 124.2    | 14.      | 246.4  | 18.     |
| Skocznia normalna | Taku Takeuchi                                        | 97.5         | 119.1        | 7. Q         | 98.0      | 123.1    | 21. Q    | 95.5      | 116.3    | 24.      | 239.4  | 24.     |
| Skocznia normalna | Yūta Watase                                          | 95.0         | 113.5        | 20. Q        | 99.5      | 123.0    | 22. Q    | 97.0      | 120.0    | 20.      | 243.0  | 21.     |
| Skocznia duża     | Daiki Itō                                            | 130.5        | 122.0        | 2. Q         | 130.5     | 128.1    | 8. Q     | 124.0     | 124.4    | 14.      | 252.5  | 9.      |
| Skocznia duża     | Noriaki Kasai                                        | —            | —            | —            | 139.0     | 140.6    | 2. Q     | 133.5     | 136.8    | 3.       | 277.4  | srebro  |
| Skocznia duża     | Reruhi Shimizu                                       | 130.5        | 120.4        | 3. Q         | 130.0     | 122.2    | 15. Q    | 134.5     | 130.0    | 8.       | 252.2  | 10.     |
| Skocznia duża     | Taku Takeuchi                                        | 127.0        | 116.0        | 6. Q         | 132.5     | 126.7    | 10. Q    | 122.5     | 122.6    | 18.      | 249.3  | 13.     |
| Drużynowo         | Daiki Itō Noriaki Kasai Reruhi Shimizu Taku Takeuchi | —            | —            | —            | 524.0     | 507.5    | 3. Q     | 527.5     | 517.4    | 4.       | 1024.9 | brąz    |

#### Kobiety
- Yūki Itō
- Sara Takanashi
- Yurina Yamada

| Konkurencja       | Zawodniczka    | Runda 1.  | Runda 1. | Runda 1. | Runda 2.  | Runda 2. | Runda 2. | Suma   | Suma    |
| Konkurencja       | Zawodniczka    | Odległość | Punkty   | Miejsce  | Odległość | Punkty   | Miejsce  | Punkty | Miejsce |
| ----------------- | -------------- | --------- | -------- | -------- | --------- | -------- | -------- | ------ | ------- |
| Skocznia normalna | Yūki Itō       | 97.5      | 117.4    | 10.      | 101.0     | 124.4    | 2.       | 241.8  | 7.      |
| Skocznia normalna | Sara Takanashi | 100.0     | 124.1    | 3.       | 98.5      | 118.9    | 9.       | 243.0  | 4.      |
| Skocznia normalna | Yurina Yamada  | 78.0      | 73.3     | 30.      | 64.5      | 42.4     | 30.      | 115.7  | 30.     |

### Snowboard

#### Mężczyźni
- Ryo Aono
- Ayumu Hirano
- Taku Hiraoka
- Yūki Kadono
- Ayumu Nedefuji

| Konkurencja | Zawodnik       | Kwalifikacje | Kwalifikacje | Półfinały    | Półfinały | Finały       | Finały  |
| Konkurencja | Zawodnik       | Wynik        | Miejsce      | Wynik        | Miejsce   | Wynik        | Miejsce |
| ----------- | -------------- | ------------ | ------------ | ------------ | --------- | ------------ | ------- |
| Halfpipe    | Ryo Aono       | 37.50, 13.00 | 19.          | NQ           | NQ        | NQ           | NQ      |
| Halfpipe    | Ayumu Hirano   | 92.25, 64.75 | 1. Q         | —            | —         | 90.75, 93.50 | srebro  |
| Halfpipe    | Taku Hiraoka   | 92.25, 63.50 | 2. Q         | —            | —         | 45.50, 92.25 | brąz    |
| Halfpipe    | Ayumu Nedefuji | 54.50, 28.75 | 17.          | NQ           | NQ        | NQ           | NQ      |
| Slopestyle  | Yūki Kadono    | 31.00, 16.50 | 13. Q        | 84.75, 80.50 | 4. Q      | 53.00, 75.75 | 8.      |

#### Kobiety
- Yuka Fujimori
- Rana Okada
- Tomoka Takeuchi

| Konkurencja              | Zawodniczka     | Kwalifikacje | Kwalifikacje       | 1/8 finału         | Ćwierćfinał        | Półfinał           | Finał              | Finał                |
| Konkurencja              | Zawodniczka     | Wynik        | Przeciwniczka Czas | Przeciwniczka Czas | Przeciwniczka Czas | Przeciwniczka Czas | Przeciwniczka Czas | Klasyfikacja końcowa |
| ------------------------ | --------------- | ------------ | ------------------ | ------------------ | ------------------ | ------------------ | ------------------ | -------------------- |
| Slalom gigant równoległy | Tomoka Takeuchi | 1:46.33      | 1. Q               | Boccacini W -1.93  | Calvé W -4.00      | Meschik W DSQ      | Kummer P +7.32     | srebro               |
| Slalom równoległy        | Tomoka Takeuchi | 1:05.41      | 13. Q              | Zogg P DSQ         | NQ                 | NQ                 | NQ                 | NQ                   |

| Konkurencja     | Zawodniczka   | Kwalifikacje | Kwalifikacje | 1/8 finału | Ćwierćfinał | Półfinał | Finał   | Finał                |
| Konkurencja     | Zawodniczka   | Wynik        | Miejsce      | Miejsce    | Miejsce     | Miejsce  | Miejsce | Klasyfikacja końcowa |
| --------------- | ------------- | ------------ | ------------ | ---------- | ----------- | -------- | ------- | -------------------- |
| Snowboard cross | Yuka Fujimori | 1:23.22      | 6.           | —          | 6.          | NQ       | NQ      | 22.                  |

| Konkurencja | Zawodniczka | Kwalifikacje | Kwalifikacje | Półfinały    | Półfinały | Finały       | Finały  |
| Konkurencja | Zawodniczka | Wynik        | Miejsce      | Wynik        | Miejsce   | Wynik        | Miejsce |
| ----------- | ----------- | ------------ | ------------ | ------------ | --------- | ------------ | ------- |
| Halfpipe    | Rana Okada  | 66.00, 69.75 | 7. Q         | 58.50, 70.00 | 6. Q      | 47.75, 85.50 | 5.      |